# Magasin 6

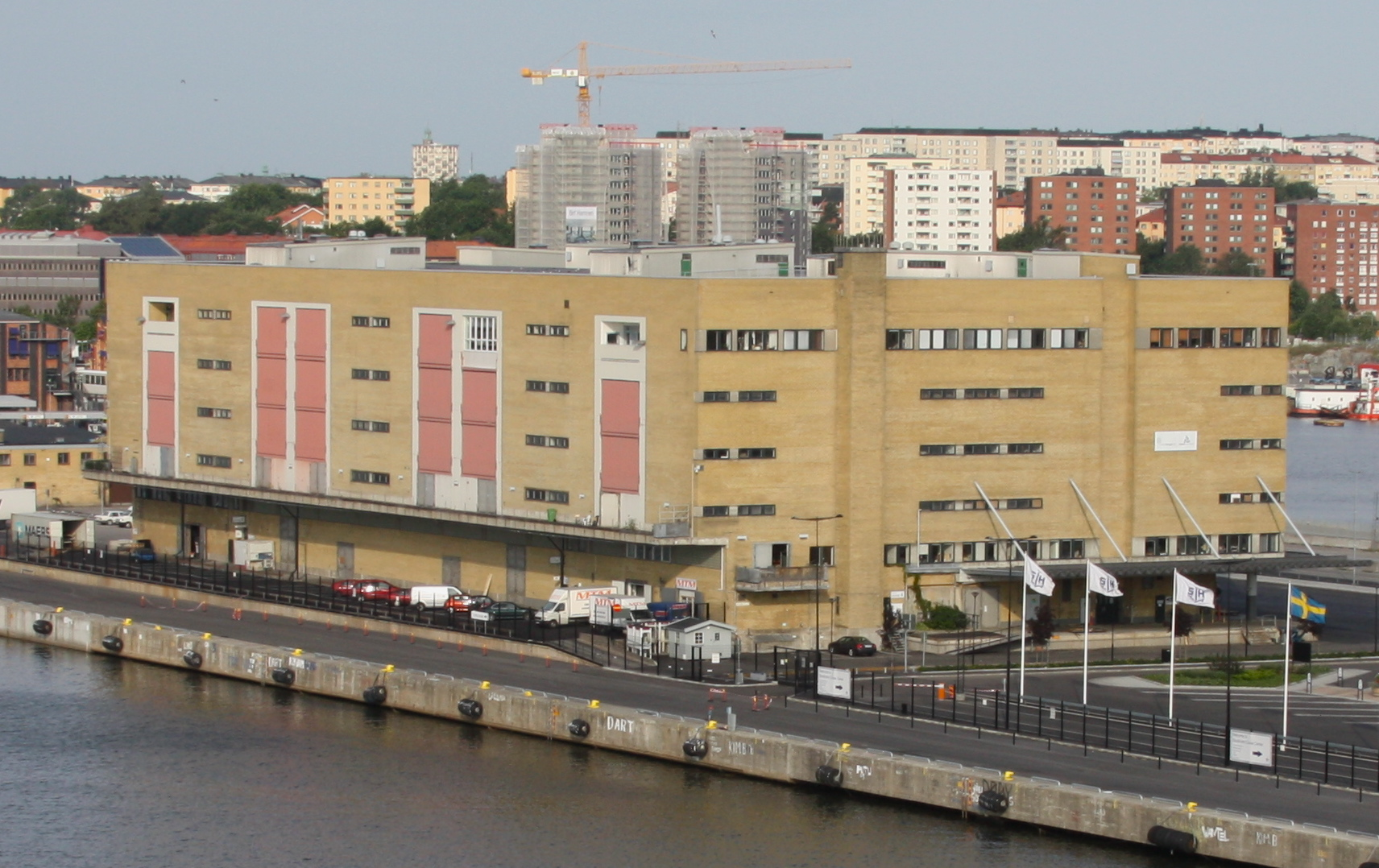
Magasin 6 sett från vattnet.

Magasin 6 i Stockholms frihamn uppfördes 1962-1967 med frys-, kyl- och varmlager. Magasinet var det största som uppfördes i hamnen, men blev snabbt omodernt på grund av containertrafikens framväxt. Den nedersta våningen är, liksom på flera av magasinen i Frihamnen, på båda långsidorna något indragen och skyddas av tak. Arkitekter för huset var B. Alfreds & G. Larsens Arkitektbyrå.
Byggnaden uppfördes av dåvarande Skånska cementgjuteriet (dagens Skanska) och har planmåtten 100x54 meter och en yta på 45000 kvadratmeter fördelat på sex våningar ovan mark, och två källarvåningar. Byggnaden har en murad fasad i gult fasadtegel. Sammanlagt omfattar den ut- och invändiga murningen cirka en miljon tegelstenar. Murningen genomfördes av lärlingar från Stockholm Stads yrkesskola. Ursprungligen lastades varorna in i magasinet från sjösidan med hjälp av nedfällbara lastplattformar som var kraftiga nog att bära gaffeltruckar.
En kraftig brand drabbade det ännu inte färdigbyggda huset 1964 och orsakade skador för miljonbelopp. Idag rymmer fastigheten bland annat flera arkiv, både Riksarkivet och Stockholms stadsarkiv hyr in sig.
År 2018 öppnades Möbeldesignmuseum i Magasin 6.

## Bilder

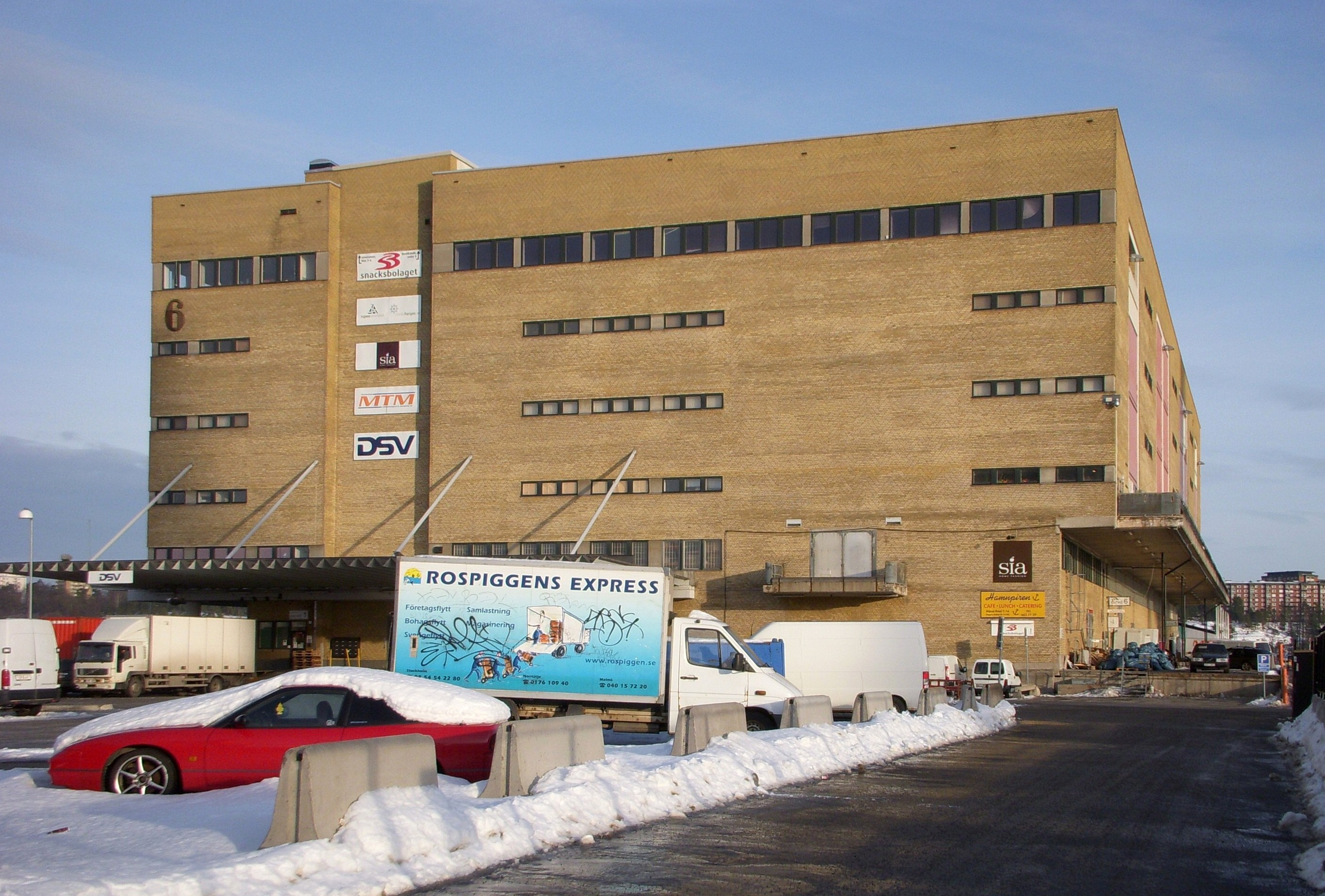
Vy från sydväst.
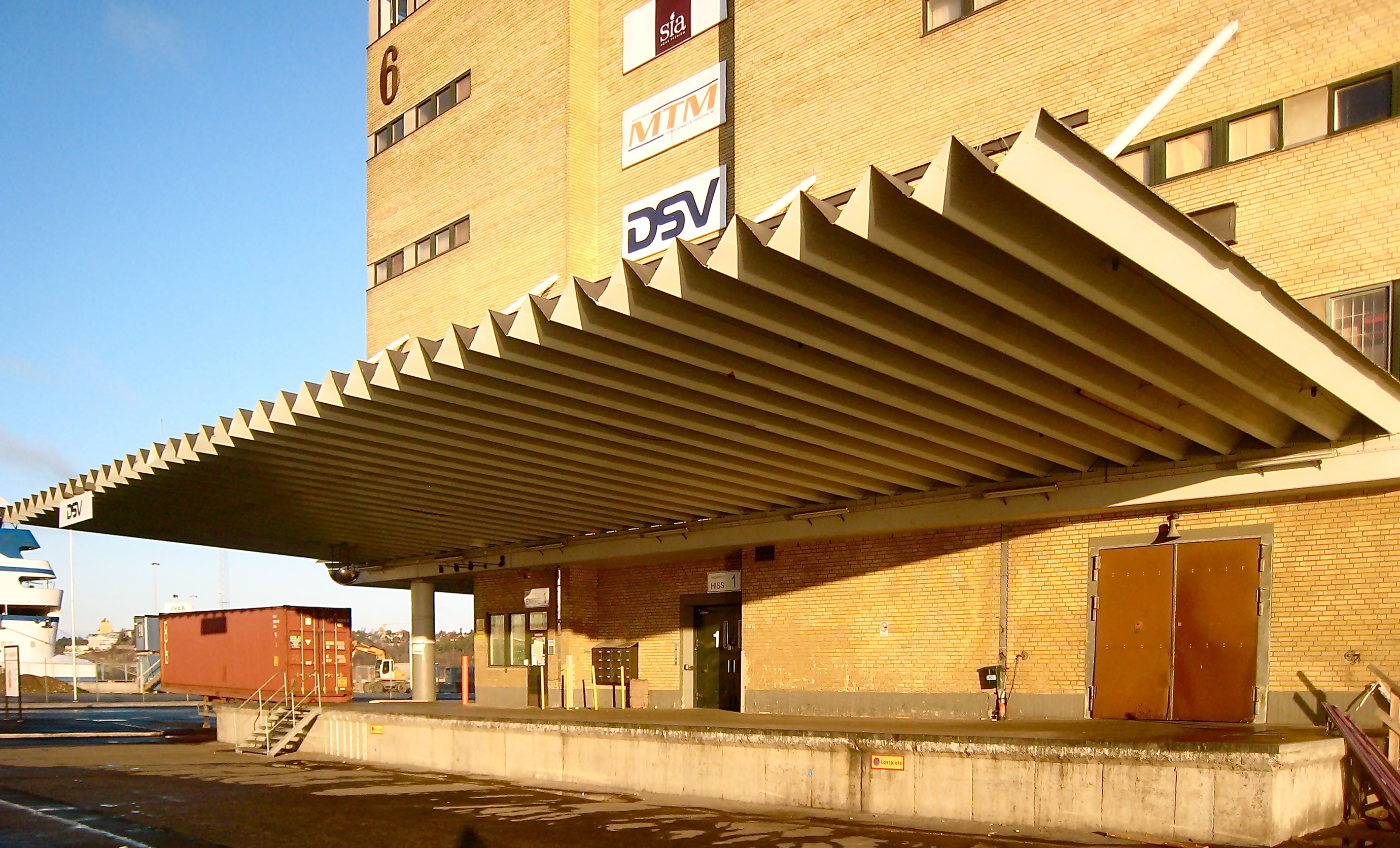
Skärmtaket på den västra kortsidan.
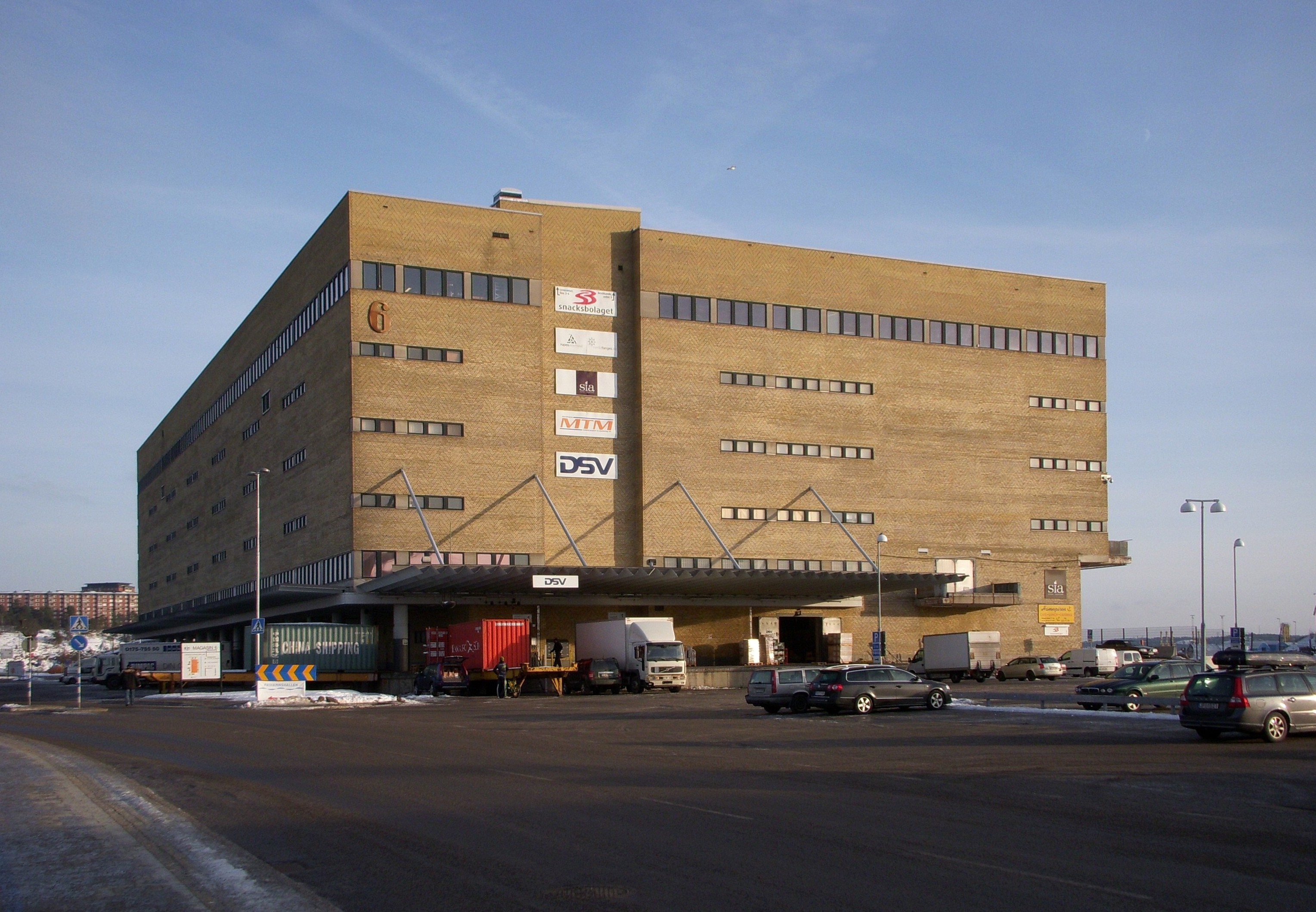
Vy från nordväst.